# فلوريسين
فلوريسئين(بالإنجليزية: Fluorescein)‏ هو مركب عضوي وصبغي .  وهومتوفر باللون البرتقالي الداكن قليلاً ومسحوق أحمر قابل للذوبان في الماء والكحول. ويستخدم على نطاق واسع باعتباره يحتوي على لفلورسنت للعديد من التطبيقات في فحص صبغ العين بالفوريسئين، يتم حقن مادة لامعة بالضوء الأزرق (فلوريسئين-Fluorescein) في العين ثم يتم فحص العين تحت الضوء البنفسجي.

## الميزة
مسحوق برتقالي مائل للأحمر، قابل للذوبان في الماء بسهولة ليشكيل محلول الفلورسنت.

## آلية العمل
التصوير الفوتوغرافي في طب العيون في بعض الأوقات يبدو مرادفا تقريبا مع تصوير الأوعية بالفلوريسئين. منذ بدء العمل به في أوائل عام 1960، أصبح تصوير الأوعية بالفلوريسئين أداة أساسية في فهم وتشخيص وعلاج اضطرابات الشبكية. هذا الإجراء التشخيصي يستخدم كاميرا في  قاع العين أو مسح منظار ليزر متخصص لالتقاط تسلسل السريع صورا لشبكية العين بعد الحقن في الوريد من فلوريسئين الصوديوم..
الفوتوغرافية أو الفيديو الصور الملتقطة كالدورات صبغ من خلال العين يمكن أن تثبت شذوذ داخل الشبكية العصبي الحسي، الظهارة الصبغية، الصلبة، المشيمية، والعصب البصري، وتوفير معلومات مفيدة سريريا منذ ما يقرب من طائفة كاملة من اضطرابات القطعة الخلفية..

## الأثار الجانبية
- تسرب الصبغة
- الغثيان عابرة
- التقيؤ
- الحكة
- الشرى
- تشنج قصبي
- وذمة الحنجرة
- الحساسية المفرطة
- انخفاض ضغط الدم
- إغماء
- نوبات
- احتشاء عضلة القلب
- سكتة قلبية

## وصلات إضافية
- Absorption and Emission Spectra of Fluorescein in Ethanol and Basic Ethanol at OGI School of Science and Engineering
- Fluorescein Ionization Equilibria at Invitrogen
- Absorption spectra and fluorescence emission spectra